# Callionymus regani
Callionymus regani là một loài cá biển thuộc chi Callionymus trong họ Cá đàn lia. Loài này được mô tả lần đầu tiên vào năm 1979.

## Phân bố và môi trường sống
C. regani ban đầu được tìm thấy tại bãi ngầm Saya de Malha, ở độ sâu khoảng 148 m. Tuy nhiên, vào năm 2015, loài cá này đã được ghi nhận ở vùng ven biển Cửa Lò, tỉnh Nghệ An.